# Edouard Taufenbach
Vous pouvez aider à l'améliorer ou bien discuter des problèmes sur sa page de discussion.
- Il ne s’appuie pas, ou pas assez, sur des sources secondaires ou tertiaires. (Marqué depuis janvier 2020)
- Il n’est pas rédigé dans un style encyclopédique. (Marqué depuis janvier 2020)

- Archive Wikiwix
- Bing
- Cairn
- DuckDuckGo
- E. Universalis
- Gallica
- Google
- G. Books
- G. News
- G. Scholar
- Persée
- Qwant
- (zh) Baidu
- (ru) Yandex
- (wd) trouver des œuvres sur Wikidata

Edouard Taufenbach, né en 1988 à Neufchâteau, est un artiste plasticien vivant et travaillant à Paris. Depuis 2020, il travail en duo avec Bastien Pourtout.

## Biographie

### Jeunesse et formation
Édouard Taufenbach naît en 1988.
Il est diplômé d’un Master en arts et médias numériques (sous la direction de Françoise Parfait) à l’université Paris I – Panthéon Sorbonne en 2014. 

### Carrière
Depuis 2014, Edouard Taufenbach poursuit son travail à partir de photographies existantes, son désir n’étant pas de produire les siennes mais plutôt de retravailler avec des images déjà existantes à la manière d’un monteur.
Il a commencé l'élaboration de collages à la suite de la découverte de photographies vernaculaires abandonnées. Son attention se porte alors sur les formes et les couleurs. Après des premiers essais avec des images de sa propre famille, il imagine une série reliant un album anonyme à l' Hommage au carré de Josef Albers.
Par la suite, nait, de l’observation d’un grand nombre de photographies – apprentissage du regard -, l’envie de construire des récits. Dans Cinéma : histoire domestiques, Edouard Taufenbach cherche à déployer les capacités narratives des images par des jeux de recadrage. La répétition des formes, à la manière des photogrammes sur une pellicule, imite le travail de séquençage de la caméra, donnant un sens à leur mise en mouvement.
La rencontre avec la collection de Sébastien Lifshitz a déplacé cette préoccupation pour la fiction vers un travail sur la subjectivité de la perception. Dans Spéculaire, l’image animée use de la fragmentation et de jeux d’échelle au service de sensations physiques et optiques.
Parallèlement à ce travail sur la photographie, il poursuit une pratique vidéo centrée sur le médium. Le tournage est réduit au plus simple pour laisser place à des interventions dans l’image, construites sur la répétition et la mise en abîme.
Dans From a Train, un montage en couches transforme le mouvement du train en sensation, comme dans Sfumato, où des vidéos de ciels sont mises en perspective et étendent le regard.
Par l'accumulation, le cadrage, la juxtaposition et la répétition, Edouard Taufenbach cherche à déployer le potentiel formel et fictionnel des images, son obsession restant liée à l’activation du souvenir, à la réminiscence et à la sensation de mouvement.
Depuis 2020, il travaille en duo avec Bastien Pourtout. Ils sont représentés par la galerie C à Paris et Neuchâtel, et par la galerie Almanaque fotográfica à Mexico.

## Expositions personnelles
- Contre Espace, Galerie Lefèbre & Fils, France, 2024
- Je suis très embalé.e, Galerie C, France, 2024
- Le jardin qui bascule, Galerie C, France, 2023
- Obsession Dietrich, Galerie du Passage, France, 2022
- La méthode, Galerie Binome, Paris, France, 2020[7]
- L'été dernier, Alliance Française, Malaga, Espagne, 2019
- Spéculaire, Galerie Binome, Paris, France, 2018[7]
- Cinéma : histoire domestiques, Galerie Gratadou-Intuiti, Paris, France, 2016
- Hommage, Galerie Intuiti, Bruxelles, Belgique, 2015

## Prix
- 2024 : Prix Maison Ruinart
- 2020 : Prix Swiss Life à 4 mains (avec Régis Campo)[1],[8].